# Віцеканцлер Австрії
Віцеканцлер (нім. Vizekanzler) — в австрійській політиці член федерального уряду, який виконує обов'язки заступника федерального канцлера.
Нинішній віцеканцлер Австрії — Андреас Баблер, перебуває на посаді із 3 березня 2025 року.

## Характеристика посади
Ст. 69 (2) Конституції Австрії зазначає:
Віцеканцлер заміщує федерального канцлера в усій повноті його повноважень. Якщо і федеральний канцлер, і віцеканцлер не в змозі виконувати свої службові обов'язки, президент Австрії призначає когось із членів уряду для представлення федерального канцлера.
На практиці віцеканцлер, як правило, є провідним членом молодшого партнера у чинному коаліційному уряді, часто це — голова такої партії. Якщо в уряді представлено лише одну партію, то віцеканцлером часто є гаданий наступник канцлера.

## Список осіб, що обіймали цю посаду (1919— донині)
| Віцеканцлери Першої Австрійської Республіки (1919—1934)                                 | Віцеканцлери Першої Австрійської Республіки (1919—1934) | Віцеканцлери Першої Австрійської Республіки (1919—1934) | Віцеканцлери Першої Австрійської Республіки (1919—1934) | Віцеканцлери Першої Австрійської Республіки (1919—1934) | Віцеканцлери Першої Австрійської Республіки (1919—1934) |
| №                                                                                       | Портрет                                                 | Віцеканцлер (народження–смерть)                         | Час на посаді                                           | Час на посаді                                           | Партія                                                  |
| --------------------------------------------------------------------------------------- | ------------------------------------------------------- | ------------------------------------------------------- | ------------------------------------------------------- | ------------------------------------------------------- | ------------------------------------------------------- |
| 1                                                                                       |                                                         | Йодок Фінк (1853–1929)                                  | 15 березня 1919                                         | 26 березня 1920                                         | Християнсько-соціальна партія                           |
| 2                                                                                       |                                                         | Фердинанд Гануш (1866–1926)                             | 7 липня 1920                                            | 22 жовтня 1920                                          | Соціал-демократична робітнича партія                    |
| 3                                                                                       |                                                         | Едуард Гайнль (1880–1957)                               | 22 жовтня 1920                                          | 20 листопада 1920                                       | Християнсько-соціальна партія                           |
| 4                                                                                       |                                                         | Вальтер Брайскі (1871–1944)                             | 20 листопада 1920                                       | 30 травня 1922                                          | Християнсько-соціальна партія                           |
| 5                                                                                       |                                                         | Фелікс Франк (1876–1957)                                | 31 травня 1922                                          | 20 листопада 1924                                       | Великонімецька народна партія                           |
| 6                                                                                       |                                                         | Леопольд Вабер (1875–1945)                              | 20 листопада 1924                                       | 20 жовтня 1926                                          | Великонімецька народна партія                           |
| 7                                                                                       |                                                         | Франц Дінггофер (1873–1956)                             | 20 жовтня 1926                                          | 19 травня 1927                                          | Великонімецька народна партія                           |
| 8                                                                                       |                                                         | Карль Гартлеб (1886–1965)                               | 19 травня 1927                                          | 4 травня 1929                                           | Ландбунд                                                |
| 9                                                                                       |                                                         | Вінценц Шуми (1878–1962)                                | 4 травня 1929                                           | 26 вересня 1929                                         | Ландбунд                                                |
| 10                                                                                      |                                                         | Карль Вагуїн (1873–1949)                                | 26 вересня 1929                                         | 30 вересня 1930                                         | Християнсько-соціальна партія                           |
| 11                                                                                      |                                                         | Ріхард Шміц (1885–1954)                                 | 30 вересня 1930                                         | 4 грудня 1930                                           | Християнсько-соціальна партія                           |
| 12                                                                                      |                                                         | Йоганн Шобер (1874–1932)                                | 4 грудня 1930                                           | 29 січня 1932                                           | безпартійний (державний службовець)                     |
| 13                                                                                      |                                                         | Франц Вінклер (1890–1965)                               | 29 січня 1932                                           | 21 вересня 1933                                         | Ландбунд                                                |
| 14                                                                                      |                                                         | Еміль Фей (1886–1938)                                   | 21 вересня 1933                                         | 1 травня 1934                                           | Heimatblock                                             |
| Віцеканцлери Федеративної держави Австрії (1934—1938)                                   |                                                         |                                                         |                                                         |                                                         |                                                         |
| №                                                                                       | Портрет                                                 | Віцеканцлер (народження–смерть)                         | Час на посаді                                           | Час на посаді                                           | Партія                                                  |
| 15                                                                                      |                                                         | Ернст Рюдігер Штаргемберг (1899–1956)                   | 1 травня 1934                                           | 14 травня 1936                                          | Heimatblock                                             |
| 16                                                                                      |                                                         | Едуард Баар-Бааренфельс (1885–1967)                     | 14 травня 1936                                          | 3 листопада 1936                                        | Heimatblock                                             |
| 17                                                                                      |                                                         | Людвіг Гюльгерт (1875–1939)                             | 3 листопада 1936                                        | 11 березня 1938                                         | Вітчизняний фронт                                       |
| 18                                                                                      |                                                         | Едмунд Гляйзе-Горстенау (1882–1946)                     | 11 березня 1938                                         | 13 березня 1938                                         | Націонал-соціалістична робітнича партія Німеччини       |
| 1938 року Австрію анексувала нацистська Німеччина. Незалежність відновлено в 1945 році. |                                                         |                                                         |                                                         |                                                         |                                                         |
| Віцеканцлери Другої Австрійської Республіки (1945 — донині)                             |                                                         |                                                         |                                                         |                                                         |                                                         |
| №                                                                                       | Портрет                                                 | Віцеканцлер (народження–смерть)                         | Час на посаді                                           | Час на посаді                                           | Партія                                                  |
| 19                                                                                      |                                                         | Адольф Шерф (1890–1965)                                 | 20 грудня 1945                                          | 22 травня 1957                                          | Соціалістична партія                                    |
| 20                                                                                      |                                                         | Бруно Пітерман (1905–1983)                              | 22 травня 1957                                          | 19 квітня 1966                                          | Соціалістична партія                                    |
| 21                                                                                      |                                                         | Фріц Бок (1911–1993)                                    | 19 квітня 1966                                          | 19 січня 1968                                           | Австрійська народна партія                              |
| 22                                                                                      |                                                         | Герман Вітгальм (1912–2003)                             | 19 січня 1968                                           | 21 квітня 1970                                          | Австрійська народна партія                              |
| 23                                                                                      |                                                         | Рудольф Гойзер (1909–2000)                              | 21 квітня 1970                                          | 30 вересня 1976                                         | Соціалістична партія                                    |
| 24                                                                                      |                                                         | Ганнес Андрош (1938–)                                   | 1 жовтня 1976                                           | 20 січня 1981                                           | Соціалістична партія                                    |
| 25                                                                                      |                                                         | Фред Зіновац (1929–2008)                                | 20 січня 1981                                           | 24 травня 1983                                          | Соціалістична партія                                    |
| 26                                                                                      |                                                         | Норберт Штегер (1944–)                                  | 24 травня 1983                                          | 21 січня 1987                                           | Австрійська партія свободи                              |
| 27                                                                                      |                                                         | Алоїз Мок (1934–2017)                                   | 21 січня 1987                                           | 24 квітня 1989                                          | Австрійська народна партія                              |
| 28                                                                                      |                                                         | Йозеф Ріглер (1938–)                                    | 24 квітня 1989                                          | 2 липня 1991                                            | Австрійська народна партія                              |
| 29                                                                                      |                                                         | Ергард Бузек (1941–)                                    | 2 Липня 1991                                            | 4 травня 1995                                           | Австрійська народна партія                              |
| 30                                                                                      |                                                         | Вольфганг Шюссель (1945–)                               | 4 травня 1995                                           | 4 лютого 2000                                           | Австрійська народна партія                              |
| 31                                                                                      |                                                         | Сюзанна Рісс-Рассер (1961–)                             | 4 лютого 2000                                           | 28 лютого 2003                                          | Австрійська партія свободи                              |
| 32                                                                                      |                                                         | Герберт Гаупт (1947–)                                   | 28 лютого 2003                                          | 21 жовтня 2003                                          | Австрійська партія свободи                              |
| 33                                                                                      |                                                         | Губерт Горбах (1956–)                                   | 21 жовтня 2003                                          | 11 січня 2007                                           | Австрійська партія свободи                              |
| (33)                                                                                    | Спілка за майбутнє Австрії                              | Губерт Горбах (1956–)                                   | 21 жовтня 2003                                          | 11 січня 2007                                           |                                                         |
| 34                                                                                      |                                                         | Вільгельм Мольтерер (1955–)                             | 11 січня 2007                                           | 2 грудня 2008                                           | Австрійська народна партія                              |
| 35                                                                                      |                                                         | Йозеф Прелль (1968–)                                    | 2 грудня 2008                                           | 21 квітня 2011                                          | Австрійська народна партія                              |
| 36                                                                                      |                                                         | Міхаель Шпінделеггер (1959–)                            | 21 квітня 2011                                          | 1 вересня 2014                                          | Австрійська народна партія                              |
| 37                                                                                      |                                                         | Райнгольд Міттерленер (1955–)                           | 1 вересня 2014                                          | 17 травня 2017                                          | Австрійська народна партія                              |
| 38                                                                                      |                                                         | Вольфганг Брандштетер (1957–)                           | 17 травня 2017                                          | 18 грудня 2017                                          | незалежний                                              |
| 39                                                                                      |                                                         | Гайнц-Крістіан Штрахе (1969–)                           | 18 грудня 2017                                          | 22 травня 2019                                          | Австрійська партія свободи                              |
| 40                                                                                      |                                                         | Гартвіґ Лоґер (1965–)                                   | 22 травня 2019                                          | 28 травня 2019                                          | Австрійська народна партія                              |
| 41                                                                                      |                                                         | Клеменс Джаблонер (1948–)                               | 3 червня 2019                                           | 1 жовтня 2019                                           | незалежний                                              |
| 42                                                                                      |                                                         | Вернер Коґлер (1961–)                                   | 7 січня 2020                                            | 3 березня 2025                                          | Партія Зелених (Австрія)                                |
| 43                                                                                      |                                                         | Андреас Баблер (1973–)                                  | 3 березня 2025                                          | нині                                                    | Соціал-демократична партія Австрії                      |